# Caterina Scorsone
Caterina Scorsone (Toronto, 16 oktober 1981) is een Canadees-Amerikaanse actrice. Ze werd bekend met haar rol als Dr. Amelia Shepherd in Grey's Anatomy en haar spin-off  Private Practice.

## Levensloop

### Jeugd
Scorsone werd geboren in Toronto. Het gezin waarin ze opgegroeid is bestaat uit 5 kinderen en haar ouders. Haar vader, Antonio Bruno Scorsone, is van Italiaanse afkomst. Scorsone volgde haar middelbare schoolopleiding aan de 'Cardinal Carter Academy for the Arts' en aan de 'Subway Academy II'. In 2006 behaalde ze haar bachelor in Literatuur, met een minor in Filosofie, aan de Universiteit van Toronto. 

### Carrière
Scorsone maakte haar echte debuut als kindacteur bij de Canadese kinderprogramma's Mr. Dressup en Goosebumps.  De laatstgenoemde serie is gebaseerd op de  Kippenvel boeken  van de Amerikaanse auteur R. L. Stine. In 1998, op 17-jarige leeftijd, kreeg Scorsone een rol in The Mystery Project van CBC Radio. 
De actrice had haar grote doorbraak in 2003 met haar hoofdrol in de dramaserie Missing van het grote Amerikaanse televisienetwerk  Lifetime. In deze serie speelt Scorsone een jonge vrouw die vermiste personen kan zien tijdens haar visioenen. Met als doel deze vermiste personen te helpen, gaat ze samen werken met de FBI. 
De meeste mensen kennen Scorsone van haar rol in Grey's Anatomy. In 2010 startte ze als Dr. Amelia Shepherd in de spin-off van Grey's Anatomy Private Practice. Amelia is het jongere zusje van 'Derek Shepherd' (Patrick Dempsey) en Scorsone werd hiervoor gecast vanwege haar uiterlijke gelijkenis aan Dempsey.   In de serie werd ze al snel gepromoveerd tot hoofdrol en begon ze mee te doen aan de 'cross-over' afleveringen met Grey's Anatomy. In deze afleveringen werken de twee series samen om een aflevering te maken waar de verhaallijnen kruizen. Hierdoor kon Scorsone na het einde van Private Practice, in 2013, snel aan de slag als hoofdrol bij Grey's Anatomy. Tot op de dag van vandaag speelt Scorsone nogsteeds in deze serie, dat recent vernieuwd is voor zijn twintigste seizoen. 

### Privé leven
In 2009 trouwde Scorsone met de Amerikaanse zanger Rob Giles van 'The Rescues'. Samen hebben zij drie dochters: Eliza, Paloma Michaela (Pippa) en Arwen Lucinda (Lucky). In 2020 scheiden Scorsone en Giles na een huwelijk van tien jaar. 
Met haar sociale media probeert de actrice het bewustzijn voor kinderen met het Syndroom van Down en andere cognitieve problemen te verhogen, sinds haar dochter Pippa met dit syndroom werd geboren. Hiervoor kreeg ze in 2020 de 'Quincy Jones Exceptional Advocacy Award' (Prijs voor uitzonderlijke belangenbehartiging) van de 'Global Down Syndrome Foundation'. 

## Filmografie
| Jaar                | Titel                                      | Role                        | Opmerkingen |
| ------------------- | ------------------------------------------ | --------------------------- | --- |
| 1995                | When the Dark Man Calls                    | Angie                       | Televisie film |
| 1995                | Shock Treatment                            | Robyn Belmore               | Televisie film |
| 1996                | Ready or Not                               | Colleen                     | Aflevering: "The Girlfriend" |
| 1996                | Flash Forward                              | Darby                       | Aflevering: "Saboteurs" |
| 1996                | Psi Factor: Chronicles of the Paranormal   | Megan Lester                | Aflevering: "Possession/Man Out of Time" |
| 1998                | Once a Thief                               | Alice "Allegra" Mansfield   | Aflevering: "Little Sister" |
| 1996, 1998          | Goosebumps                                 | Jessica Walters/Sara Kramer | 4 afleveringen |
| 1998                | The Hairy Bird / All I Wanna Do            | Susie                       | |
| 1998                | Rescuers: Stories of Courage: Two Families | Irena Csizmadia             | Televisie film |
| 1998                | Teen Knight                                | Alison                      | |
| 1999                | The Devil's Arithmetic                     | Jessica                     | Televisie film |
| 1999                | The Third Miracle                          | Maria Witkowski             | |
| 2000                | Rated X                                    | Liberty                     | Televisie film |
| 2000                | Common Ground                              | Peggy                       | Televisie film |
| 1998–2000           | Power Play                                 | Michelle Parker             | Vaste rol, 26 afleveringen Genomineerd voor een Gemini Award for Best Performance by an Actress in a Featured Supporting Role in a Dramatic Series. (Prijs voor beste vrouwlijke bijrol in een drama serie) (1999)                                |
| 2001                | Borderline Normal                          | Beth                        | Televisie film |
| 2001                | My Horrible Year!                          | 'Babyface' Hamilton         | Televisie film |
| 2002                | The Associates                             | Anna Clay                   | 2 afleveringen |
| 2003–2006           | Missing                                    | Jess Mastriani              | Hoofdrol, 55 afleveringen |
| 2008                | The Border                                 | Sorrayya Bulut              | Aflevering: "Enemy Contact" |
| 2009                | The Guard                                  | Beth                        | Aflevering: "The Beacon" |
| 2008–2009           | Crash                                      | Callie Wilkinson            | 4 afleveringen |
| 2009                | Castle                                     | Joanne Delgado              | Aflevering: "Home Is Where the Heart Stops" |
| 2009                | Alice                                      | Alice                       | Mini-series Genomineerd voor een Gemini Award for Best Performance by an Actress in a Leading Role in a Dramatic Program or Mini-Series (Prijs voor beste vrouwelijke hoofdrol in een drama (mini) serie).                                        |
| 2010                | Edge of Darkness                           | Melissa                     | |
| 2010–2013           | Private Practice                           | Dr. Amelia Shepherd         | Terugkerende rol (seizoen 3) Hoofdpersoon (seizoenen 4–6): 62 afleveringen Won de Prism Award for Best Female Performance in a Drama Series Multi-Episode Storyline (Prijs voor beste vrouwelijke optreden in een meerdelige drama serie). (2012) |
| 2010, 2012, 2014–nu | Grey's Anatomy                             | Dr. Amelia Shepherd         | Gastrol (seizoenen 7–8) Terugkerende rol (seizoen 10) Hoofdperson(Season 11 – nu) |
| 2014                | The November Man                           | Celia                       | |
| 2020-2023           | Station 19                                 | Dr. Amelia Shepherd         | 4 afleveringen |
| 2023                | Dragon Tales                               | Alison                      | Stemactrice |